# Riccardo Francovich
Riccardo Francovich (Firenca, 10. lipnja 1946. – okolica Fiesole, 30. ožujka 2007.) je bio talijanski arheolog i povjesničar hrvatskog podrijetla.
Povijesno razdoblje kojim se bavio je bio srednji vijek.
Radio je kao profesor arheologije srednjeg vijeka na sveučilištu u Firenci i od 1986. u Sieni.
Bio je utemeljiteljem i izdavačem časopisa „Archeologia medievale“. Ubraja ga se u pionire europske arheologije srednjeg vijeka.
Sin je talijanskog partizana Carla Francovicha. Podrijetlom su iz Rijeke.

## Izdanja
- Riccardo Francovich, Daniele Manacorda: Dizionario di Archeologia. 4. Auflage. Editori Laterza, 2004, ISBN 88-420-5909-9.

## Vanjske poveznice
- La notizia della morte sul sito toscano  Arhivirana inačica izvorne stranice od 28. rujna 2007. (Wayback Machine)
- Ricordo di Riccardo Francovich, di Erasmo de Angelis[neaktivna poveznica]
- Ricordo di Riccardo Francovich, organizzato dall'Universita' degli Studi di Siena  Arhivirana inačica izvorne stranice od 4. listopada 2010. (Wayback Machine)
- Pagina della Scuola di Dottorato "Riccardo Francovich dell'Università di Siena"[neaktivna poveznica]
- Convegno in memoria di Riccardo Francovich, organizzato dall'Universita' degli Studi di Siena e dal Dipartimento di Archeologia e Storia delle Arti – Area di Archeologia Medievale in collaborazione con la Scuola di Dottorato di ricerca “Riccardo Francovich: Storia e Archeologia del Medioevo, Istituzioni e Archivi” Santa Chiara, Scuola Superiore dell'Università di Siena, il Complesso Museale Santa Maria della Scala di Siena, con il patrocinio del Comune di Siena  Arhivirana inačica izvorne stranice od 23. travnja 2008. (Wayback Machine)